# &bogdan architects
&bogdan architects voorheen BOGDAN & VAN BROECK ARCHITECTS is een Brussels architectenbureau dat in 2007 werd opgericht door architect Oana Bogdan en ingenieur-architect Leo Van Broeck.
BOGDAN & VAN BROECK neemt actief deel aan het maatschappelijk en publiek debat en de beleidsvorming die daarmee gepaard gaat. Oana Bogdan was Staatssecretaris voor Cultureel Ergoed in Roemenië in 2016 - 2017 en is lid van de Raad van Bestuur van A+ Architecture in Belgium. Leo Van Broeck was Vlaams Bouwmeester van 2016 tot 2020, is professor architectuur en stedenbouw aan de KULeuven en lid van de Club van Rome Chapter EU.
Op 15 december 2022 verlate Leo Van Broeck het architectenbureau waarna de naam veranderde.

## Selectie projecten
- The Cosmopolitan, Brussels, BE, 2017[2][3][4][5][6]
- Campus Unesco Koekelberg, Koekelberg, BE, 2018[7][8][9]
- COOP, Anderlecht, BE, 2016[10][11][12]
- Kanaal Vervoordt, Wijnegem, BE, 2015[13]
- Bakala Academy, Heverlee, BE, 2013[14][15][16][17]
- Centrale Werkplaatsen, Leuven, BE, 2013[18][19][20]
- VUB U-residence, Vrije Universiteit Brussel, BE, 2013[21][22][23]